# Сувон (футбольний клуб)
«Сувон» (кор. 수원 FC) — південнокорейський футбольний клуб із однойменного міста, заснований 2003 року. Домашні матчі проводить на стадіоні Сувона.

## Історія

### «Сувон Сіті» (2003—2012)
2003 року міська влада Сувона вирішила створити футбольний клуб напівпрофесіонального рівня, який би об'єднав шкільні футбольні клуби міста та «Сувон Самсунг Блювінгс», місцевий професійний клуб. В результаті 15 березня 2003 року був створений футбольний клуб «Сувон Сіті». Клуб призначив Кім Чхан Гюма своїм головним тренером і приєднався до напівпрофесіональної Корейської національної ліги, яка тоді називалася Лігою К2.
Вони здобули свій перший трофей у 2004 році, вигравши Національний футбольний турнір на Кубок президента Кореї. Поступово вони стали одним із лідерів в Корейській національній лізі, чотири рази виходячи до плей-оф у період з 2005 по 2009 рік, хоча їм не вдалося жодного разу виграти трофей. Зрештою, у сезоні 2010 року вони стали чемпіонами ліги, перемігши у фіналі команду «Кьонджу КГНП» з рахунком 2:1 за сумою двох матчів. Тренер Кім Чхан Гюм покинув команду після сезону 2011 року, оскільки його контракт закінчився, і його місце зайняв Чо Док Чже, який керував молодіжною командою клубу.

### «Сувон»
9 грудня 2012 року було офіційно оголошено, що команда з наступного сезону стане повністю професіональною. Клуб також змінив назву на «Сувон» і отримав дозвіл на приєднання до новоствореної K-ліги Challenge у сезоні 2013 року. Їхній дебютний сезон на професійному рівні був успішним, оскільки вони посіли четверте місце в лізі та стали єдиним клубом другого дивізіону, який дійшов до чвертьфіналу Кубка країни.
Сезон 2015 року став знаковим для клубу. Завершивши регулярний сезон на третьому місці, «Сувон» вийшов до плей-оф, в якому вибив «Сеул Е-Ленд» та «Тегу». Після цього у плей-оф за боротьбу за підвищення «Сувон» переміг команду вищого дивізіону «Пусан Ай Парк» з рахунком 3:0 за сумою двох матчів та вперше у своїй історії вийшов до вищого дивізіону.
У своєму дебютному сезоні 2016 року у вищому дивізіоні «Сувон» не зміг зберегти своє місце, посівши останнє 12 місце і вилетів назад до другого дивізіону, де провів 3 сезони. Лише у 2020 році вони змогли виграти плей-оф, і повернутись до К-Ліги 1, де, цього разу, змогла утриматись.

## Головні тренери
| No.     | Тренер      | З          | По         | Сезон(и)  |
| ------- | ----------- | ---------- | ---------- | --------- |
| 1       | Кім Чан Кюм | 2003/03/15 | 2011/11/14 | 2003–2011 |
| 2       | Чо Док Дже  | 2011/11/15 | 2017/08/26 | 2012–2017 |
| C       | Чо Чон Хва  | 2017/08/26 | 2017/10/12 | 2017      |
| 3       | Кім Де И    | 2017/10/12 | 2019/10/29 | 2017–2019 |
| (в. о.) | Лі Кван Ву  | 2019/10/30 | 2019/11/13 | 2019      |
| 4       | Кім До Гюн  | 2019/11/14 | 2023/12/12 | 2020–2023 |
| 5       | Кім Ин Чжон | 2023/12/20 |            | 2024–     |

## Статистика за сезонами
| Сезон | Див | К  | І  | В  | Н  | П  | ГЗ | ГП | РГ  | О  | М    | Кубок   | Бомбардир                     |
| ----- | --- | -- | -- | -- | -- | -- | -- | -- | --- | -- | ---- | ------- | ----------------------------- |
| 2013  | 2   | 8  | 35 | 13 | 8  | 14 | 53 | 51 | +2  | 47 | 4    | 1/4     | Пак Чон Чан (11)              |
| 2014  | 2   | 10 | 36 | 12 | 12 | 12 | 52 | 49 | +3  | 48 | 6    | 1/8     | Чон Мін У (8) Кім Хан Вон (8) |
| 2015  | 2   | 11 | 40 | 18 | 11 | 11 | 64 | 54 | +10 | 65 | 3 ▲  | 3 раунд | Жапа (19)                     |
| 2016  | 1   | 12 | 38 | 10 | 9  | 19 | 40 | 58 | –18 | 39 | 12 ▼ | 1/16    | Лі Син Хьон (6)               |
| 2017  | 2   | 10 | 36 | 11 | 12 | 13 | 42 | 48 | –6  | 45 | 6    | 3 раунд | Пек Сон Дон (8)               |
| 2018  | 2   | 10 | 36 | 13 | 3  | 20 | 29 | 46 | –17 | 42 | 7    | 1/16    | Фернандо Віана (6)            |
| 2019  | 2   | 10 | 36 | 11 | 10 | 15 | 49 | 55 | –6  | 43 | 8    | 1/16    | Чісом Егбучулам (18)          |
| 2020  | 2   | 10 | 27 | 17 | 3  | 7  | 52 | 28 | +24 | 54 | 2 ▲  | 1/8     | Ан Бьон Джун (20)             |
| 2021  | 1   | 12 | 38 | 14 | 9  | 15 | 53 | 57 | –4  | 51 | 5    | 3 раунд | Ларс Велдвейк (18)            |
| 2022  | 1   | 12 | 38 | 13 | 9  | 16 | 56 | 63 | –7  | 48 | 7    | 3 раунд | Лі Син У (14)                 |
| 2023  | 1   | 12 | 38 | 8  | 9  | 21 | 44 | 76 | –32 | 33 | 11   | 3 раунд | Лі Син У (10)                 |
| 2024  | 1   | 12 | 38 | 15 | 8  | 15 | 54 | 57 | –3  | 53 | 5    | 3 раунд | Чон Син Вон (11)              |